# Hans Bethge
Hans Jürgen Bethge, född 9 januari 1876 i Dessau, död 1 februari 1946 i Göppingen, var en tysk litteraturvetare och översättare av persisk, kinesisk och indisk litteratur. Bethge tolkade bland annat Tusen och en natt och de persiska poeterna Hafiz, Sadi och Omar Khayyam till tyska.
Asteroiden 937 Bethgea är uppkallad efter honom.

## Verk
- Die stillen Inseln (1898)
- Saitenspiel (1909)
- Lieder an eine Kunstreiterin (1910)
- Der gelbe Kater
- Deutsche Lyrik seit Liliencron (Antologi)
- Die Lyrik des Auslandes in neuerer Zeit (Antologi)
- Lieder des Orients (Nachdichtungen)
- Die chinesische Flöte. Nachdichtungen chinesischer Lyrik. (1907) ISBN 3-9806799-5-0
- Pfirsichblüten aus China. Nachdichtungen chinesischer Lyrik. ISBN 3-935727-06-2
- Ägyptische Reise
- Die armenische Nachtigall. Nachdichtungen des Nahabed Kutschak und anderer armenischer Dichter. ISBN 3-935727-02-X
- Das türkische Liederbuch. Nachdichtungen türkischer Lyrik. ISBN 3-9806799-7-7
- Japanischer Frühling. Nachdichtungen japanischer Lyrik. ISBN 3-935727-00-3
- Hafis - Die Lieder und Gesänge in Nachdichtungen. (1910) ISBN 3-935727-03-8
- Omar Khayyam - Die Nachdichtungen seiner Rubai'yat. ISBN 3-935727-01-1
- Sa'di der Weise. Die Verse des persischen Dichters in Nachdichtungen. ISBN 3-9806799-6-9
- Der persische Rosengarten. Nachdichtungen persischer Lyrik. ISBN 3-935727-01-1
- Die indische Harfe. Nachdichtungen indischer Lyrik. Nachdichtungen orientalischer Lyrik. ISBN 3-9806799-8-5
- Arabische Nächte. Nachdichtungen arabischer Lyrik. ISBN 3-935727-05-4
- Der asiatische Liebestempel. Nachdichtungen der Liebeslieder der Völker Mittelasiens. ISBN 3-935727-04-6
- Gesammelte Gedichte in 4 bänden (1923) (Antologi)